# Pseudoamblystegium subtile
Pseudoamblystegium subtile là một loài Rêu trong họ Amblystegiaceae. Loài này được (Hedw.) Vanderpoorten & Hedenas mô tả khoa học đầu tiên năm 2009.